# ガボン進歩党
ガボン進歩党（ガボンしんぽとう、フランス語: Parti gabonais du progrès、略称:PGP、英語: Gabonese Progress Party）は、ガボンの政党。
1990年代にアフリカ諸国では相次いで起こった民主化の影響を受けて、1990年3月、左翼傾向の政党として発足した。結成当初の党首脳部はピエール＝ルイ・アゴンジョ・オカウェ（Pierre-Louis Agondjo Okawé）党首、マルク・サルチュナン・ナン・ヌグエマ副党首、ジョゼフ・レンジャンベ（Joseph Rendjambe）書記長.の3人であった。このうち、レンジャンベは、1990年5月に不可解な死を遂げ、怒った支持者が首都リーブルヴィルとポールジャンティで暴動を繰り広げる事態に発展した。1993年大統領選挙では、複数政党制による最初の選挙であり、進歩党からはアゴンジョ・オカウェが立候補した。大統領選挙では現職のオマール・ボンゴ大統領が約51パーセントを得票し辛勝したが、選挙結果をめぐり野党各党が批判を展開し、暴動に発展した。1994年アフリカ統一機構（OAU）などの調停で、保革連立政権が成立したが進歩党は参加しなかった。1998年の大統領選挙で進歩党は同じく野党ガボン人民連合のピエール・マンモンドウを支持し、マンモンドウは現職のオマール・ボンゴ大統領に次ぐ16.5パーセントの票を得た。2001年12月9日の総選挙では下院国民議会で3議席を獲得した。2006年12月17日から12月24日に行われた総選挙では、2議席に微減した。
2005年8月27日、アゴンジョ・オカウェ党首が死去した。
2011年の総選挙はボイコットした。